# Krmed
Krmed is een plaats in de gemeente Bale in de Kroatische provincie Istrië. De plaats telt 69 inwoners (2001).